# چاه قم
چاه قم یک منطقهٔ مسکونی در ایران است که در دهستان کرکس واقع شده‌است.